# Linda Petzold
Pour les articles homonymes, voir Petzold.
Linda Ruth Petzold (née en 1954) est une informaticienne et mathématicienne américaine, professeure d'informatique et de génie mécanique à l'université de Californie à Santa Barbara, où elle est également inscrite à titre de professeure affiliée au département de mathématiques.

## Travaux
Ses recherches portent sur les équations algébriques différentielles (en) et la simulation informatique de grands réseaux sociaux et biologiques du monde réel.

## Formation
Petzold a fait ses études de premier et deuxième cycle à l'université de l'Illinois à Urbana-Champaign. Elle a obtenu un baccalauréat en mathématiques et informatique de 1974 et un doctorat en informatique en 1978 sous la direction de C. William Gear, avec une thèse intitulée « An Efficient Numerical Method for Highly Oscillatory Ordinary Differential Equations »,.

## Prix et distinctions
Petzold a été la première lauréate du prix James-Wilkinson pour le logiciel numérique en 1991, pour ses travaux sur DASSL, un système de résolution numérique d’équations algébriques différentielles. En 1999 elle reçoit le prix Dahlquist. En 2003 elle est la première lauréate de la Conférence Sofia Kovalevskaïa décernée par la Society for Industrial and Applied Mathematics (SIAM) conjointement avec l'Association for Women in Mathematics (AWM).
En 2011, elle a remporté le prix SIAM / ACM en science et ingénierie numériques. En 2018 elle est lauréate du prix Sidney-Fernbach.
Elle a été élue à l'Académie nationale d'ingénierie des États-Unis en 2004 « pour ses avancées dans la solution numérique des équations différentielles / algébriques et leur intégration dans des logiciels largement distribués ». Elle est devenue membre de la Society for Industrial and Applied Mathematics en 2009 et de l'Association for Computing Machinery en 2013,. Elle est également membre de l'American Society of Mechanical Engineers et de l'Association américaine pour l'avancement des sciences.
L'UC Santa Barbara lui confère sa plus haute distinction en 2011 en la nommant Faculty Research Lecturer.
En janvier 2015, l'université d'Uppsala lui a décerné un doctorat honorifique,.

## Sélection de publications
- (en) « An Efficient Numerical Method for Highly Oscillatory Ordinary Differential Equations », SIAM Journal on Numerical Analysis, vol. 18,‎ juin 1981, p. 455—479 (lire en ligne)
- (en) « Differential/Algebraic Equations are not ODE’s », SIAM Journal on Scientific and Statistical Computing, vol. 3,‎ 1982, pp 367–384
- (en) « Automatic selection of methods for solving stiff and nonstiff systems of ordinary differential equations », SIAM Journal on Scientific and Statistical Computing, vol. 4,‎ 1983, pp 136–148
- (en) avec C. W. Gear, « ODE methods for the solution of differential/algebraic systems », SIAM Journal on Numerical Analysis, vol. 21,‎ 1984, pp. 716–728
- (en) avec P. N. Brown, A. C. Hindmarsh, « Using Krylov methods in the solution of large-scale differential-algebraic systems », SIAM Journal on Scientific Computing, vol. 15,‎ 1994, pp. 1467–1488
- (en) avec M. Rathinam, Y. Cao, D. T. Gillespie, « Stiffness in stochastic chemically reacting systems: The implicit tau-leaping method », Journal of Chemical Physics, vol. 119,‎ 2003, pp. 12784–12794
- (en) avec Y. Cao, D. T. Gillespie, « The slow-scale stochastic simulation algorithm », Journal of Chemical Physics, vol. 122,‎ 2005